# بولاو سيريبو

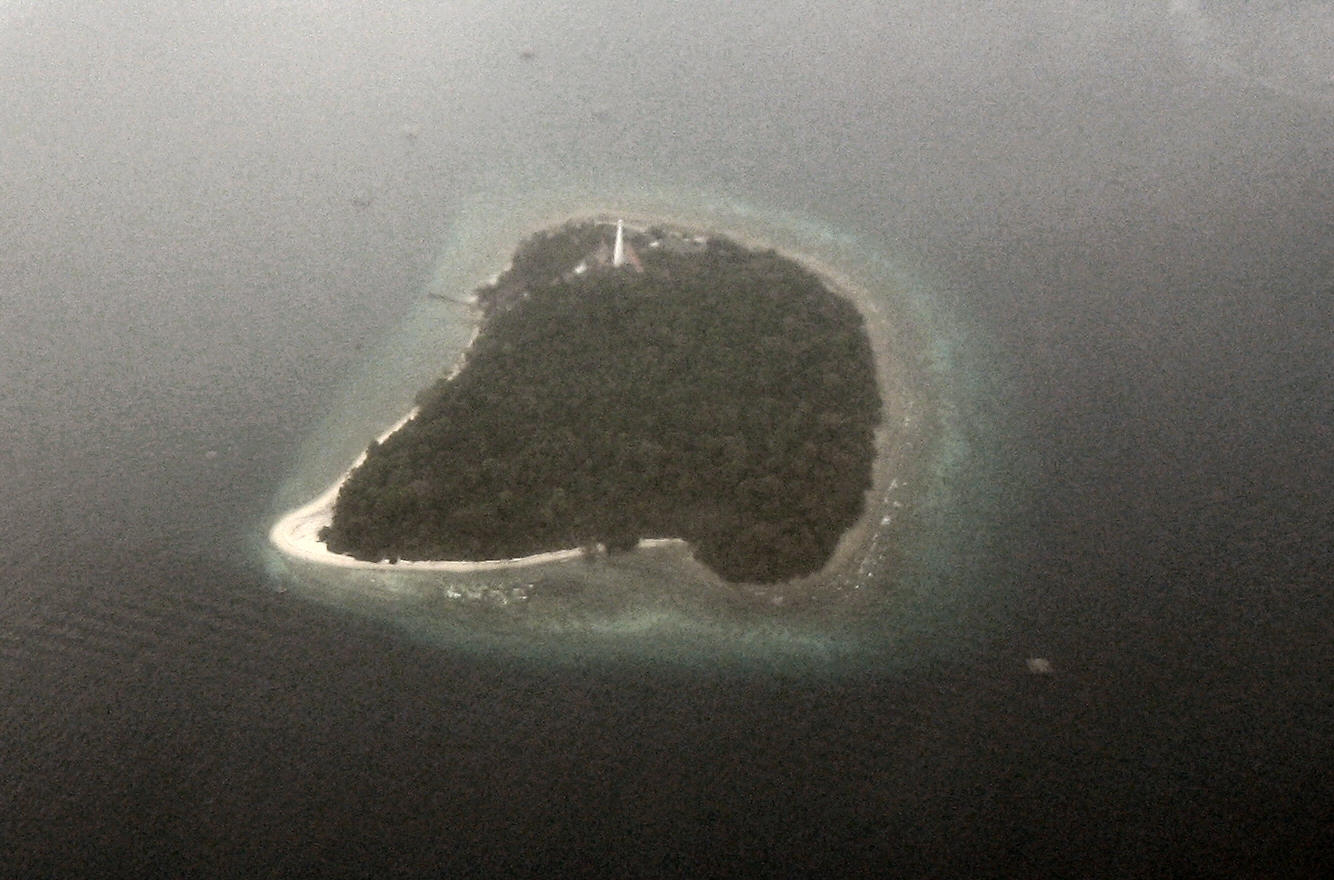
إحدى جزر الأرخبيل

الجزر الألف (بالإندونيسية: Kepulauan Seribu) وهي منطقة الوصاية الوحيدة التي تتبع جاكرتا، عاصمة إندونيسيا. وتتكون من سلسلة من 342 جزيرة تمتد مسافة 45 كيلومترا إلى الشمال في بحر جاوة، وتقع أقرب جزيرة في خليج جاكرتا على بعد بضعة كيلومترات قبالة ساحل جاكرتا.
تعتبر المنطقة هي محمية وطنية بحرية، لكن مع ذلك فتسمح التنمية على 37 من هذه الجزر. بعض الجزر غير مأهولة، والبعض الآخر تستخدم كمنتجعات أو مملوكة للقطاع الخاص لعدد من أغنياء جاكرتا.

## التقسيمات الإدارية
تقسم إداريا إلى منطقتين:
- شمال الجزر الألف
- جنوب الجزر الألف

## التجارة
تعتمد الجزر بصورة رئيسية على صيد السمك كمورد اقتصادي.

## الحديقة الوطنية
في عام 2002، تم إعلان 107489 هكتارا من البر والبحر كمحمية وطنية. ويمنع زيارة جزيرتين منها (هما: بانجاليران بارات وبانجاليران تيمور) حيث يتم الحفاظ على السلاحف البحرية فيها.

## الجزر
- مجموعة الجزر التي تؤلف محمية أونرست التاريخية :
  - جزيرة أونرست (Pulau Onrust) : والتي صنفت عام 1972 موقعا تاريخيا محميا.
  - جزيرة كاهيانغان (جزيرة السماء - Pulau Kahyangan)
  - جزيرة بيداداري (جزيرة الملائكة - Pulau Bidadari)
  - جزيرة كيلور (Pulau Kelor)
- جزر أخرى مثل:
  - جزيرة أير (Ayer)
  - جزيرة لاكي (Laki)
  - جزيرة باغانغ (الجزيرة المشوية)
  - جزيرة كيلابا (جزيرة جوز الهند)، وهي الجزيرة الأكثر اكتظاظا بالسكان، تبعد حوالي 15 كيلومترا شمال شرقي جاكرتا وتضم قرى الصيادين الفقراء.
  - جزيرة بانجانغ (الجزيرة الطويلة)، وهي الجزيرة الوحدية التي تحتوي على مهبط طائرات في الأرخبيل
  - جزيرة بيرا، ويقع فيها ملعب للجولف.
  - جزيرة كوتوك
  - جزيرة ما كان بولاو بيسار (جزيرة النمر الكبير)
  - جزيرة بوتري (جزيرة الأميرة)
  - جزيرة بيلانغي (جزيرة قوس الطيف)
  - جزيرة سيبا
  - جزيرة بابا ثيو
  - أنتوك تيمور
  - أنتوك بارات

وهذه الجزر تقع قبالة الشاطئ وكذلك تستخدم كمنتجعات.